# Audioslave
Audioslave — американський рок-супергурт, утворений у Глендейл, штат Каліфорнія, у 2001 році. До складу гурту входили вокаліст і ритм-гітарист Soundgarden Кріс Корнелл, учасники Rage Against the Machine Том Морелло (соло-гітара), Тім Коммерфорд (бас-гітара/бек-вокал) і Бред Вілк (ударні). Критики спочатку описували Audioslave як поєднання Soundgarden і Rage Against the Machine, але вже на другому альбомі гурту, Out of Exile, відзначено, що вони створили окремий стиль. Їхнє унікальне звучання створено змішуванням хардроку 1970-х і альтернативного року 1990-х, а також музичних впливів, що включали фанк, соул і R&B 1960-х. Як і Rage Against the Machine, гурт пишався тим, що всі звуки на їхніх альбомах створені за допомогою лише гітар, бас-гітари, барабанів та вокалу, з акцентом на широкому вокальному діапазоні Корнелла та нетрадиційних гітарних соло Морелло.
За шість років разом Audioslave випустили три альбоми, отримали три номінації на Ґреммі, продали понад вісім мільйонів платівок по всьому світу і стали першим американським рок-гуртом, який виступив з концертом просто неба на Кубі. Гурт розпався в лютому 2007 року після того, як Корнелл опублікував заяву про те, що він залишає команду. Пізніше того ж року Корнелл і Морелло випустили сольні альбоми, а Морелло, Коммерфорд і Вілк возз'єдналися із Заком де ла Рочем в турі Rage Against the Machine Reunion Tour.
20 січня 2017 року Audioslave возз'єдналися для виступу на антиінавгураційному балу Prophets of Rage. Смерть Корнелла пізніше того ж року виключила будь-які шанси на подальші возз'єднання.

## Дискографія
Студійні альбоми
- Audioslave (2002)
- Out of Exile (2005)
- Revelations (2006)